# スカーレット (テレビドラマ)
『スカーレット』は、2019年度後期放送のNHK「連続テレビ小説」第101作で、2019年9月30日から2020年3月28日まで放送されたテレビドラマ。
信楽焼で知られる滋賀県信楽を舞台に、女性陶芸家「川原喜美子」の半生を描く。
2023年6月12日から9月22日まで、チャンネル銀河にて2回分連続で放送された。

## 企画・制作

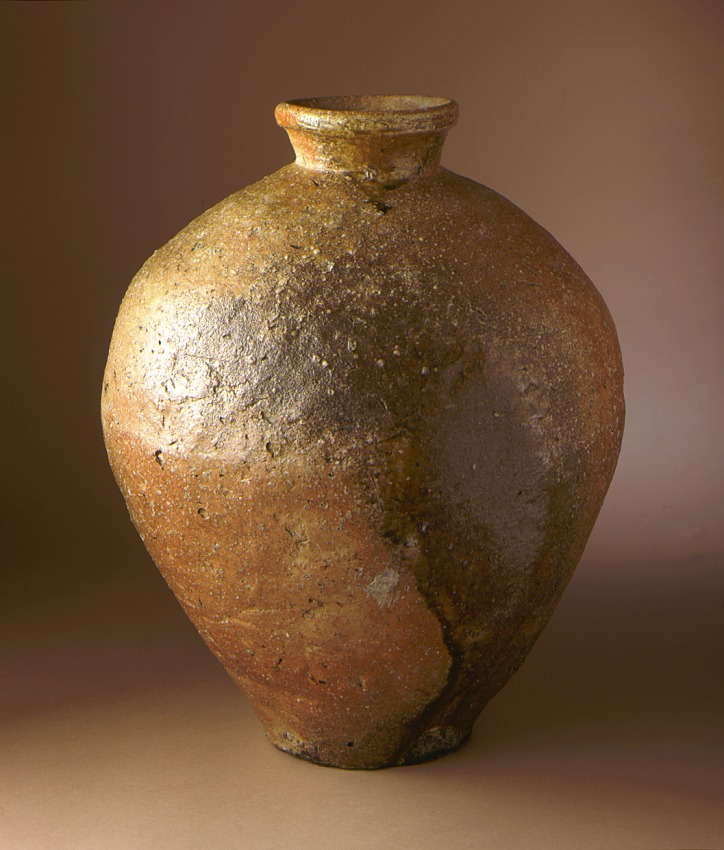
信楽焼（信楽壺 ロサンジェルス・カウンティ美術館蔵）

2018年12月3日にNHK大阪放送局で制作会見が行われた。脚本ではヒロインに実在するモデルの人生そのままをトレースさせる脚本の作風ではないが、信楽焼の女性陶芸家の草分けで実在の陶芸家であり、骨髄バンク設立運動にも奔走した神山清子とその家族たちの半生も参考に取り入れたオリジナル作品として制作された。
次作『エール』は4K制作および週5回放送となるため、今作がNHK連続テレビ小説最後の2Kハイビジョン製作および土曜日も放送する作品となる。
ヒロインは、少女時代から結婚などを経て人生のステージを次々に進んでいく姿を描く上で力を発揮できるとして戸田恵梨香が選ばれた。企画段階での信楽への取材時よりヒロイン像として名前が挙がっており、企画内容を伝えたところ快諾を得た。前々作『まんぷく』、前作『なつぞら』に続いて3作連続でオーディションなしで、映画や民放ドラマで既に主演実績がある女優がキャスティングにより起用されることになった。
「自分のためでなく誰かのためにこそ動ける女性」を描くのに強い脚本家として、女性を主人公としたさまざまな作品を手掛けてきた水橋文美江が起用され、「50代の今だからこそ書けるヒロインをぜひやりたい」「元気を届けるとか、観てる人が明るい楽しい気持ちになれるっていうドラマをやりたい」と語っている。ヒロイン・喜美子の陶芸作品として神山作品を借り受けて劇中で用いていることから、ひとつひとつの作品に込められた長男への深い愛情とまつわるエピソードに触れないことは、神山への敬意を欠くとして覚悟を決め、できるかぎりの配慮の上で第22週以降の終盤の試練の展開を描いている。
ヒロイン以外の出演者は、2019年2月21日、主な出演者の発表が行われた。2019年5月23日、新たな出演者の発表が行われ、語りをアナウンサーの中條誠子が務めることもあわせて発表された。
収録は2019年4月2日に滋賀県長浜市の琵琶湖岸でクランクインし、翌4月3日にヒロインの戸田恵梨香が滋賀県甲賀市信楽町にてクランクインした。4月4日には信楽町の信楽焼窯元「宗陶苑」で撮影取材会が行われた。2020年2月29日、大阪放送局でクランクアップを迎えた。新型コロナウイルス感染症感染拡大防止の観点から、報道陣を集めての取材会は行われず非公開となった。

## あらすじ
昭和22年、9歳の川原喜美子は、戦後の食糧難と父・常治の事業失敗による生活難のため、一家で大阪から常治の戦友・大野忠信が住む滋賀県の信楽に転居する。同級生に貧乏を囃し立てられ屈辱に耐えるある日、常治が買い出し先で出会った引揚者・草間宗一郎を連れ帰り、沈鬱する彼を療養目的で居候させる。給食費支払いも困難な生活を逼迫するゆえに草間を当初疎ましく感じた喜美子だったが、彼から人としての分別や柔道を教わり、草間も彼女に励まされ互いに打ち解けていく。一方喜美子は、大野家の一人息子・ 信作と、裕福な信楽焼窯元「丸熊陶業」の娘・熊谷照子から勉強を教わったり、一緒に柔道に励んだりし、友情を築いていく。
5年後、教員が進学を勧めるほど成績優秀で絵が得意な中学3年生になった喜美子は、家計のため卒業後は丸熊陶業で働く予定であった。しかし卒業目前に、丸熊陶業から男社会を理由に内定を取り消され、事を知った常治は喜美子に大阪の「荒木商事」への就職を決めてくる。就職話を承諾するも信楽を離れる寂しさを感じた喜美子だが、常治が勧める丘から見える美しい夕陽を見て気持ちを切り替え、その場で古い信楽焼の欠片を拾って旅のお供として、大阪へ旅立つ決意を固める。
喜美子は、社長・荒木さだの自宅兼下宿屋である「荒木荘」の女中の仕事を与えられる。当初、先輩女中の大久保のぶ子に、仕事は出来ないと見解され、彼女が促すまま信楽に帰ろうとした喜美子だったが、応援する母・マツの手紙を見て考え直す。大久保から休む間も無く仕事を命じられ、更にさだから「大久保が辞めるまでは見習いのため月給千円と言い渡され、苛立ちながらも表には出さず、喜美子は真面目に仕事に取り組んでいく。ある日、下宿人の新聞記者・庵堂ちや子の会社から好条件な転職話が舞い込み気持ちが揺れる喜美子だったが、ちや子の働きぶりを知り自身の半人前な現状に気づいたことや、大久保のさり気ない優しさを知り「3年は実家に帰らない」と誓い、改めて荒木荘で働き続ける決意を固める。2年半後、大久保から引き継ぎ独りで荒木荘を切盛りするようになった喜美子は、貯金し美術学校への進学を目指していた。そんななか、下宿人の医学生・酒田圭介に恋をするが、彼が恋人の希望で転居し失恋。その後、志望校の講師で世界的芸術家・ジョージ富士川のサイン会で喜美子は、仕事で会場を訪れていた草間と偶然再会する。
草間との別れの後、マツが倒れたとの常治の嘘を信じ信楽に駆けつけた喜美子は、理由を告げず帰郷を迫る彼に対し、荒木荘の仕事と進学への夢を理由に反発する。しかし、窃盗被害と仕事の不調で自棄を起こした常治の借金で荒んだ家庭事情を知り、急遽荒木荘の仕事を卒業し信楽に戻る。常治の交渉で丸熊陶業の社員食堂に再就職した喜美子は、絵付係の仕事現場を見て絵付け師になりたいと思い、更に絵付け師で日本画家・深野心仙の生き様を知り、弟子入りを望む。当初、修行の長さや家庭との両立の難しさなどから現状では無理と諦めようとした喜美子だったが、彼女の本音を知ったマツは協力に動き、妹たちは応援する。喜美子を早く結婚させ婿を取ろうと画策していた常治は猛反対するも、偶然深野と酒を交わし話すうちに喜美子の弟子入りを認めることとなる。
修行を重ねて絵付け師の仕事をもらえるようになった3年後の昭和34年夏のある日、深野からの打診で喜美子は火鉢の絵柄をデザインする。デザインは照子の夫で次期社長候補・敏春の目に留まり採用されるが、利益を上げたい彼の画策で、喜美子は不本意ながら会社のマスコットガールに仕立て上げられる。程なく社長に就任した敏春は主力商品を従来の絵付け火鉢から植木鉢に移行し、絵付係の縮小を決定。深野と弟子たちはそれぞれ進路を見つけ旅立つことを決める。一人で絵付係を請け負うことになった喜美子は、高校進学を志望する末妹・百合子の学費のため、敏春に賃金引き上げを直談判。敏春に承認された喜美子は、深野から一人前の絵付け師と認められる。同時期、喜美子は新入社員・十代田八郎と親しくなり、彼から陶芸を教わるうちに相思相愛へと進展する。陶芸家を目指す彼との結婚に常治は不安を感じ猛反対するが、展覧会で受賞を条件に承諾。紆余曲折を経て新人賞受賞を果たした八郎は、川原家の婿養子になる形で喜美子と結婚する。
その後、喜美子と八郎は丸熊陶業から独立し「かわはら工房」を立ち上げる。昭和40年には大量注文も舞い込むようになり、長男・武志を育てながら夫婦で陶芸に勤しんでいた。同年の夏、常治が末期がんと診断され冬に死去。すれ違っていた喜美子と八郎は、葬儀後話し合い絆を深める。そんななか、東京で働いていた長妹の直子が会社を辞め帰省。恋人の鮫島正幸と大阪で商売を始めるため再び旅立つ。またジョージ富士川の講演会が信楽で開催。喜美子は諸事情で行けなかったが、八郎の計らいで再会を果たし、夫婦は彼から英気をもらう。そして4年前の受賞以来燻っていた八郎は翌年春の陶芸展で金賞を受賞。それまで陶芸職人に徹していた喜美子も、八郎の後押しもあり、初めて自分のために陶芸作品を生み出す。
昭和44年、かわはら工房は八郎の陶芸作品の製造販売が中心となる。喜美子も陶芸を創作することはあるものの公にすることはなく、相変わらず八郎を支えていた。八郎は個展を開催し2人の弟子がつくようになるが、作品の売れ行きは不調で、関係者らから新作を促されるも傑作は出来ず、壁にぶつかっていた。銀座での個展開催に向け、八郎は創作に集中するために弟子らを解雇。その直後、松永三津がやって来て弟子入りを懇願する。当初固辞した夫婦だったが、三津が八郎の創作に良い影響を与えると感じた喜美子は、彼女が泥棒被害を食い止めてくれた礼として弟子に採用する。一方で喜美子も八郎を励まそうと陶芸を創作し、展覧会に出展する。しかし、上手くいかない自分の隣で、才能を発揮し進んでいく喜美子を目の当たりにした八郎は、同じ経験を持つ三津に「しんどい」と吐露。三津のアドバイスで八郎は初期の作風に戻り、彼女の話から和食器のディナーセットを作る事を思いつき創作に拍車がかかる。喜美子は変化した八郎に戸惑うある日、三津から八郎の本音を聞くも、彼の気持ちを理解出来ず、価値観を同じとする八郎と三津の仲や、三津が八郎に惹かれつつある様子に複雑な思いを抱いていく。結局、展覧会で落選した喜美子は、展覧会で受賞し八郎を喜ばす目標を掲げる。大阪就職前に拾った信楽焼の欠片と同じ、自然釉の陶芸を作りたいと思うようになった喜美子は、その為の穴窯設置を計画する。維持と使用に莫大な費用がかかることが判明し、計画見送りを考えた喜美子だったが、八郎に背中を押され、家族からも理解と支援を得て、設置を決める。やがて穴窯が完成し、期待を込めて初めて火入れをするが、結果は失敗。同じ頃、三津は八郎への想いを断つため、表向きは穴窯使用反対を理由に、かわはら工房を去っていく。2度目の穴窯挑戦も失敗し、多額の支出が続くことを危惧した八郎は、穴窯使用の中止を喜美子に説得する。しかし、家族の貯蓄を切り崩してでも穴窯を諦めようとしない喜美子に八郎は憤り、家出する。夫婦別居生活が始まった直後の3度の挑戦も失敗した喜美子は、百合子の勧めで12月末、息抜きがてら武志を連れて大阪に行き、ちや子の自宅を訪問する。そこで、荒木荘時代の人々と再会を果たした喜美子は英気を養い、再び穴窯への挑戦を胸に帰宅する。翌年、喜美子は信楽信用組合から借金しつつ失敗と研究を重ね、7度目の挑戦は穴窯を2週間炊き続ける事を決める。事を知った八郎は、穴窯が破損し火事になる恐れもあり猛反対するが、同時期に駆けつけた草間の応援を力にし、喜美子は実行に移す。八郎の予想通り穴窯は一部崩落するも応急処置で乗り切り続行、その結果12月、喜美子が目指した自然釉の信楽焼が成功する。
ちや子が穴窯成功を取材し女性陶芸家として名が広まった喜美子は個展を開催、昭和53年には後援会が出来るほどの陶芸作家となっていた。高校2年になった武志は進路に悩み続けるが、5年前に離別した八郎を訪ねて相談した結果、陶芸家を目指すことを決意。猛勉強を経て昭和54年春、京都の美術大学に合格し大学近くで寮生活を始める。同年夏にはマツが他界。既に百合子も信作と結婚し家を出たため、喜美子は独り暮らしとなる。武志が卒業し帰宅するも束の間、武志は自ら家を出て、信楽窯業研究所での釉薬の研究とゲームセンターでのアルバイトを掛け持ちしながら独り暮らしを始める。ある日、かわはら工房に資産家出身を名乗る老女・小池アンリがやって来て、初成功した自然釉薬の作品の買取を願い出る。喜美子が非売品と説明するも小池は聞き入れず、大金を積み重ねてでも作品を欲しがり根競べとなるが、最後には小池が諦める。そして喜美子作品に心酔する小池と話を交わすうちに喜美子も打ち解け、小池を川原宅に受け入れる形で一緒に暮らし始める。また、喜美子の本心を知った小池のアドバイスや、武志との他愛ない話から、自分が意識する以上に周囲が八郎との仲を気遣っていると気づいた喜美子は、再び八郎との距離を縮めていく。喜美子の作品と人柄に英気を養った小池からパリへの旅に誘われた喜美子だったが、工房に残り作品作りに精を出す。
武志が慢性骨髄性白血病を発症。喜美子は看病しながらドナーを探すが死別する。長崎へ移る八郎とも別れた喜美子は、今後とも作品作りに励むのであった。

## 登場人物

### 主人公
川原喜美子（かわはら きみこ）
演 - 戸田恵梨香（幼少期：川島夕空）
本作の主人公で川原家の長女。1937年（昭和12年）生まれ。男性が多い窯元の世界で独自の作風を信楽焼に取り入れようと奮闘する。
名前の由来は、妊娠が分かった時の常治の「喜」び方が「美」しかったためだとマツが明かしている。
9歳の時、信楽に来たばかりの頃は漢字も読めないほど同級生と学力に差があったが、照子と信作に勉強を教えてもらい勉強好きになる。また、小さい頃から絵の才能があり中学卒業前には絵のコンクールで金賞を取る。
幼少期の草間宗一郎との出会いで人の心を傷つけてはいけないと学び、彼の指南する柔道を通じ礼節を学ぶ。
中学卒業後は厳しい家計を助けるため大阪の下宿屋「荒木荘」の女中に就職。その傍でストッキング繕い、ハタキ制作、封筒制作といった内職と、家主のさだから教わった着付けを副業にし、美術学校に進学することを目指し貯金をする。しかし2年半後に実家の窮状を知り、荒木荘に別れを告げ信楽に戻る。丸熊陶業の社員食堂で働く中、絵付けの仕事に興味を持つ。週1回「永山陶業」で絵付けを学ぶという陽子とマツによる提案を断り、丸熊陶業の絵付係に就いている深野心仙に弟子入りする。深野の9番目の弟子という理由から、絵付係仲間から「キュウちゃん」と呼ばれ親しまれる。
昭和34年、考案した火鉢の絵柄のデザインが敏春に見出されて採用されたことを機に、信楽初の女性絵付け師「ミッコー」として6月30日付の『滋賀毎報新聞』で記事に取り上げられる。深野組の解散後も、独りで丸熊陶業の絵付係を続ける。
丸熊陶業で出会った八郎に「お見合い大作戦」の当日告白して交際を始め、その後結婚して、自宅にて「かわはら工房」を営む。
キャラクターのモチーフは陶芸家の神山清子。

### 川原家の人々
川原常治（かわはら じょうじ）
演 - 北村一輝
喜美子の父。人は良いが、意地っ張り。酒好きで調子に乗りやすい性格。3人の娘をこよなく愛しているが躾には厳しい。
商家で丁稚奉公するなかで知り合った令嬢・マツと駆け落ち同然で結婚した過去を持つ。材木販売事業が失敗して借金を作り、戦友・大野の伝手で一家で信楽に転居する。転居後、「カワハラ運送」として丸熊陶業の陶器を運搬する仕事を始める。
喜美子が中学卒業後に荒木荘に行っている間に、泥棒（空き巣）事件や足を挫くなど不運が続いた上、無理に購入したオート三輪の借金、飲み屋のツケ等で家計は困窮する。そのため「見たら目が腐る」と言われるほど険悪になった直子との親子関係の改善や、マツの体調不良のため喜美子を大阪から呼び戻す。
結婚して家庭に入ることが女の幸せとの価値観から、喜美子に縁談を画策したり、喜美子や百合子の進路に反対する。また、自身はマツに苦労をかけていると考え、喜美子に安定した結婚生活を望み、陶芸家を目指す八郎との結婚に反対するが、マツの説得と喜美子の強い意志を受け、八郎の展覧会受賞を条件に承諾する。
喜美子の結婚を機に家を増築する資金を稼ぐため長距離輸送の仕事を請け負うが、身体に無理がたたり、昭和40年時点では体調が優れない日々を送る。同年夏、膵臓がんが判明するとともに、肝臓への転移も見つかる末期の状態となり、冬に死去する。戒名は、常光良道信士。
川原マツ（かわはら まつ）
演 - 富田靖子
喜美子の母。夫・常治に逆らうことがない、おっとりとした性格。和裁が得意で柔道着の直しもできるほどの腕前を持つ。
喜美子が幼い頃は、貧しさに加えて産後の肥立ちが悪いため、家事を喜美子に頼りがちな日々を送る。その後、就職し夢や目標を見つけて進むようになった喜美子を応援する。
昭和30年の夏に倒れて以来、貧血の薬が病院から処方される。
喜美子が穴窯に試行錯誤していた際は、黒岩からミシンを借りて、子ども服の内職で家計を支える。
昭和54年夏にはいつか天国の常治にこれを着て会いに行くというピンク色の手編みセーターを完成させ、陽子と忠信に見せに行った先の「サニー」の椅子で眠るように亡くなる。戒名は、蓮月松光信女。
川原直子（かわはら なおこ）→鮫島直子（さめじま なおこ）→川原直子（かわはら なおこ）
演 - 桜庭ななみ（現・宮内ひとみ）（幼少期：やくわなつみ、少女期：安原琉那）
喜美子の4歳下の妹で川原家の二女。昭和16年（1941年）生まれ。自己中心的で反抗心が強く、時折、喜美子を困らせることがある。家事の手伝いは大嫌いで、妹の百合子の面倒をみる以外に自分の興味の無い事はやろうとしない。
名前の由来は素「直」。
空襲時に喜美子と一緒に逃げるも、人混みに巻き込まれて繋いだ手が離れ取り残された恐怖体験がトラウマとなっている。それゆえに、喜美子も負い目を感じ、彼女のワガママに対して強く対処できずにいた。
思春期に入ってからは常治と反りが合わず険悪になる。また、中学生時より家を出て東京に行くことを望むようになる。
中学卒業後は地元の問屋「谷中」の手伝いに就職するも長続きせず2年間家事手伝いの日々を送るが、昭和34年夏、中学時の教員の紹介で東京・蒲田に寮がある「熨斗谷電機」の工場への就職が決まり、常治に付き添われて上京。就職して程なく、洗濯機組み立て工程の新人指導係・牛田に失恋して意気消沈し、草間に連れ添われて帰省するが、マツに打ち明け英気を養い再び東京に戻る。同年には仕事の速さが認められ、翌年には副班長に昇進する。
昭和40年の冬に、同僚の鮫島と大阪へ移り販売の仕事を始めることを宣言する。
昭和48年には、商売がうまくいかず資金不足となり、妊娠をしたと川原家に偽って借金しようとするもマツに嘘を見破られ、喜美子に資金援助をしてもらう。
鮫島と結婚するも、捨てられて離婚したことと次の相手（不動産会社社長の布袋満）を見つけたことを昭和58年12月に川原家へ報告しに来る。
川原百合子（かわはら ゆりこ）→大野百合子（おおの ゆりこ）
演 - 福田麻由子（幼少期：稲垣来泉、少女期：住田萌乃）
喜美子の8歳下の妹で川原家の三女。赤子の頃から信楽に住み続け、やがて喜美子の良き相談相手となる。
名前の由来はお花の名前をマツがつけたかったから。
穏やかでおっとりとした性格で、川原家のムードメーカー。
一番の親友・ともちゃんの勧めもあり、家庭科の先生になるべく県立短期大学の家政科への進学を目指す。しかし家計の厳しさから短大進学を断念し、高校卒業後は食品卸会社「ツネタヤ」に就職し、納品を担当する。
昭和45年に信作と結婚した後は専業主婦になるが、「サニー」の手伝いはしてカレーも仕込む。
十代田八郎（そよだ はちろう）→川原八郎（かわはら はちろう）→十代田八郎（そよだ はちろう）
演 - 松下洸平
喜美子が「丸熊陶業」で知り合う陶工。
1935年（昭和10年）生まれで、8人きょうだいの末っ子。大阪出身。「京都市立美術工芸大学」を卒業した後は、学生に陶芸を教える手伝いをしていた。敏春に誘われて昭和34年夏、丸熊陶業の商品開発室で勤めることになった。
日本画好きの祖父の形見である深野の絵を、終戦から2年ほど経った11歳の時、一家の食費捻出のために闇市でやむなく売った過去があり、後に深野本人に打ち明けた。
「交際相手以外の女性は下の名前で呼ばない」「男女交際は結婚前提以外はしない」など真面目かつ実直な性格。価値観を同じとする喜美子と徐々に惹かれ合い、やがて交際を始める。将来は陶芸家を本職にすることを目指しているために常治から喜美子との結婚に反対されるが、展覧会で受賞することを条件に認めてもらう。
喜美子と結婚した年に新人賞を受賞してからは賞に恵まれずにいたが、ジョージ富士川の実演会を見たことなどから着想を得、昭和41年の春には陶芸展で金賞を受賞する。
昭和44年、2度目の窯焚きを失敗しても続ける意志の喜美子に反対して家を出、役場の近くに部屋を借りる。空きが出た京都の陶磁器研究所を柴田から紹介されて京都で暮らし、愛媛での生活を経て、昭和53年時点では名古屋の「中部セラミック」に勤務。陶芸創作は辞めて（休んで）いる。
最終回にて、長崎へ異動する。
川原武志（かわはら たけし）
演 - 伊藤健太郎（幼少期：又野暁仁→中須翔真）
喜美子と八郎の長男。昭和36年（1961年）生まれ。滋賀県立甲賀第一高等学校普通科では美術部に在籍。昭和54年、八郎の母校でもある「京都市立美術工芸大学」に現役で進学し、陶磁器専攻科を卒業。
卒業した昭和58年の春に信楽に戻り、「信楽窯業研究所」研究科に1年通って恩師の掛井から釉薬をさらに学び続け、アパート暮らしも始める。ある日の研修室でテストピースの亜鉛結晶釉に出会って惹かれて研究を開始し、デザイン化に成功。それを「次世代展」に応募する（が落選）。年末までに慢性骨髄性白血病を発症し、昭和59年には入院も経験。アパートを引き払って実家に戻る。地元のゲームコーナー「ヤングのグ」でしていた時給500円のアルバイトも辞める。昭和41年の正月に八郎・喜美子宛てに届いた深野からの年賀状の絵に魅せられ、それをモチーフにした陶芸作品作りに励む。最終回にて26歳の誕生日を前にして死去する。

### 大野家の人々
大野信作（おおの しんさく）
演 - 林遣都（幼少期：中村謙心）
喜美子と同い年で1937年（昭和12年）生まれの幼なじみ。幼少期は病弱で気弱な少年だった。陽子曰く、離れて住む祖母からは甘やかされて育ってきた。あまり表に出て目立つ性格ではなく、大人しい。
本音はあまり勉強は好きではなく、就職を希望するも、高校へ進学する。
照子と同様に友達はなかなかできない。しかし女子からの人気は高く、後輩からラブレターを貰ったこともある。百合子曰く「来る者拒まず受け入れる」で多数交際してきたが、陽子が指摘しているように、煮えきらないためにいつも女性側から去っていかれる。
喜美子が大阪から信楽に戻ってきたころには、伊賀に住む祖母が亡くなる等で性格が変わり、家の外では饒舌で調子に乗った性格になる。陽子によれば家族の前では無口。
高校卒業後、信楽町役場に就職。昭和34年春に商工観光課へ異動し、役場が主催する7月23日の「信楽火まつり」には広報担当として携わる（昭和58年時点では課長になっている）。
百合子と結婚を決めるも、結婚の挨拶をするタイミングを度々失う。昭和45年に結婚。
大野陽子（おおの ようこ）
演 - 財前直見
信作の母。夫と一緒に雑貨店を切り盛りしている。
明るい性格で川原家のことを度々気にかける。
大野忠信（おおの ただのぶ）
演 - マギー
信作の父で雑貨店の店主。妻の陽子と一緒に仲睦まじく雑貨店を切り盛りしている。
出征時、同部隊の班長だった常治には、自身が戦地で負傷した際に背負って何十kmも歩いてもらった恩を感じている。常治からは「オゥちゃん」の愛称で呼ばれている。
昭和34年、売れ行きの減少から店を畳み、カフェ「サニー」を開くことを決める。
大野桜
演 - 吉川詩穂梨→東未結
信作と百合子の長女。
大野桃
演 - 朝日湖子→岡本望来
信作と百合子の次女。

### 丸熊陶業の人々
信楽で一番大きい窯元。
熊谷照子（くまがい てるこ）
演 - 大島優子（幼少期：横溝菜帆）
喜美子と同い年の幼なじみ。窯元の跡取り娘でガキ大将の次郎からも一目置かれているが、勝ち気で融通の利かない性格のため、友達は少ない。
兄が学徒動員で戦死して以来、家業の「丸熊陶業」の跡取り娘とされている。婦人警官への夢を抱く幼少期、原因不明の家出騒動を起こす。
実は喜美子との初めての接吻相手（兄が学徒動員される前、恋人にしていた「いけないこと」のマネ）。
喜美子との奇妙な友情は中学卒業まで続き、喜美子が大阪に旅立っても多くの手紙をよこす。
中学卒業後は高校に進学するが、相変わらず友達が出来ておらず、恋愛もなかなかうまくいかない。京都の短大を卒業した後、家業を継いで敏春と結婚。父・秀男の死を経て、第一子となる女児を出産する。
昭和41年冬の時点で四人の子供がいる。
昭和54年時点では「家庭菜園 照子」と名付けた無農薬野菜作りに没頭。
熊谷秀男（くまがい ひでお）
演 - 阪田マサノブ
照子の父。丸熊陶業社長。
照子の懐妊を知った後の昭和34年夏に倒れ、病院で急逝する。
熊谷和歌子（くまがい わかこ）
演 - 未知やすえ
照子の母。
熊谷敏春（くまがい としはる）
演 - 本田大輔
照子の夫。
京都の老舗旅館の三男で、大学を出た後に勤務していた会計事務所を辞めて、お見合いを経て昭和34年に熊谷家へ婿入りした。
照子との夫婦仲は良好な一方、丸熊陶業の経営実態や、秀男と和歌子から亡き息子（照子の兄）の代わりと思われていることに不満を抱くようになる。会社を変える足がかりに、喜美子がデザインした火鉢の絵柄を採用するとともに、彼女を信楽初の女性絵付け師となった会社のマスコットガール「ミッコー」として新聞記事に取り上げてもらい、宣伝する。秀男の急逝による社長就任後は、主力商品を絵付け火鉢から植木鉢に、更にタイルに移行。そのため、絵付け係の縮小を決定し、深野らが退職を決意することとなる。一方、八郎の陶芸家としての将来性を見込み、応援する。
バナナが好物。竜也を跡継ぎにさせたいと考えて溺愛しているが、関係は険悪。
熊谷雪子
演 - 毎田暖乃
照子と敏春の長女。
熊谷芽ぐみ
演 - 村崎真彩（幼少期：米田登貴→中野芽愛）
照子と敏春の次女。
先輩にあたる真奈に間を取り持ってもらい、昭和58年時点では、学と交際している。信用金庫の窓口で働いている。
熊谷真里子
演 - 山本唯以
照子と敏春の三女。
熊谷竜也（くまがい りゅうや）
演 - 福崎那由他
照子と敏春の末子で長男。
野球選手を目指していたが、肘を痛めたこともあって野球部のレギュラーから外れて学校がつまらなくなり、高校を自主退学してグレて、髪も染める。昭和58年春、見かねた照子の勧めで「信楽窯業研究所」へ通うことになり、久しぶりに再会した幼なじみの武志や、掛井の影響を受けて心を開いていく。
お手伝いさん
演 - 西村頼子
昭和40年、育児などのため熊谷家に雇われた。
深野心仙（ふかの しんせん）
演 - イッセー尾形
のちに陶芸における喜美子の師となる火鉢の絵付け師。通称は「フカ先生」。穏やかでおっとりとした性格で、口癖は「ええよぉ」。笑顔で仕事に取り組むことをモットーにしている。
貧しい家に生まれ育ち、自身が描く絵で人々が喜んでくれることが嬉しくなり、絵描きを志す。やがて日本画家として数々の賞を受賞するほど活躍するも、戦時中に従軍画家として大陸で戦争画を描いたことを機に絵が嫌になり、その後は仕事を転々としていた。絵付け火鉢に出会って幸せを感じ、再び絵筆を持つことにした。城崎が辞めた後に秀男に招聘されて、丸熊陶業で弟子2人と絵付係をする。
秀男の死後、長崎在住の30代の絵付け研究家・森田隼人への弟子入りを決心し、深野組は解散する。
池ノ内富三郎（いけのうち とみさぶろう）
演 - 夙川アトム
深野の1番弟子。美術学校を首席で卒業している。深野組の解散で、京都の土産物屋で絵付け教室を開くこととなる。
磯貝忠彦（いそがい ただひこ）
演 - 三谷昌登
深野の2番弟子。全国芸術絵画展で大臣賞をとったことがある。深野組の解散で、大阪の専門学校で陶芸科の先生をすることとなる。
津山秋安（つやま あきやす）
演 - 遠藤雄弥
敏春の誘いで、八郎と同時期に入社。大阪出身。大阪の工業大学を出て、大阪で建築資材研究所の研究員をしていた。
藤永一徹（ふじなが いってつ）
演 - 久保山知洋
敏春の誘いで、八郎と同時期に入社。京都の大学で美術工芸を学んだ後に、奈良市内の陶器会社で企画開発を担当していた。
加山
演 - 田中章
丸熊陶業の番頭。
西牟田
演 - 八田浩司
丸熊陶業の陶工。
慶乃川善（よしのがわ ぜん）
演 - 村上ショージ
丸熊陶業の陶工。幼少期の喜美子がタヌキを追いかけて行った先で出会う。後日、草間とも面識を持つ。陶芸家を目指していたが断念して引退し、草津へ引っ越す。
唯一人の身内である甥の純平によると、昭和43年に死去したという。晩年には穴窯作りを試みたが維持費（薪の代金）で苦労していた。
城崎剛造
演 - 渋谷天外
深野が来るまで、丸熊陶業で絵付係として「城崎組」を率いていた親方。
気難しい性格で、待遇面で秀男と度々揉めた末に去る。
原下
演 - 杉森大祐
城崎の弟子の一人で、共に丸熊陶業を去る。
谷中緑
演 - 西村亜矢子
社員食堂の給仕係。昭和44年時点では「おかあさん合唱団」に参加しており、マツを勧誘する。
八重子
演 - 宮川サキ
社員食堂の給仕係。

### 信楽窯業研究所の人々
橘ひろ恵（たちばな ひろえ）
演 - 紺野まひる
「信楽窯業研究所」の職員。
昭和41年、サニーに来店した際に、店で使用されている喜美子が作ったコーヒーカップを気に入り、伯父が開店するレストラン用に同様品を80個、喜美子に注文する。しかし、喜美子が初心者で製作に時間がかかることや、電気釜を所有していないことなどから量産が難しいと辞退される。
昭和44年、夫の会社関係者の結婚式の引き出物に、絵付け小皿5枚セット40組の製作を喜美子に注文する。
柴田寛治（しばた かんじ）
演 - 中村育二
「信楽窯業研究所」で、昭和41年の春から所長を務める。
石井真奈
演 - 松田るか
「信楽窯業研究所」内にある事務所（受付）の、昭和58年時点の事務員。
武志・大輔・学らの2学年上にあたり、同じ中学でテニス部の副部長をしていた。
武志とは、掛井の妻が掛井宛てにおめでたの報告電話をかけてきた際に、事務所のドアの前で出会う。研修室に遅くまで独りで残って亜鉛結晶釉のデザイン化に取り組む武志に、飲み物を毎日差し入れしに来るようになる。
事務室長
演 - 古川真也
「信楽窯業研究所」内にある事務所（受付）の、昭和58年時点の事務室長。
掛井武蔵丸（かけい むさしまる）
演 - 尾上寛之
「信楽窯業研究所」で、昭和58年から研修室の指導者を務める。それまでは「京都市立美術工芸大学」陶磁器専攻科で教壇に立ち、武志も掛井に学んだ。専門は釉薬。
鯖山
演 - 福島快利
楠木
演 - 小薮大祐
小栗
演 - 平田理
榊
演 - 川添公二

### その他の信楽の人々
赤松
演 - 白井良次
常治や忠信ら、深野も行きつけの、居酒屋「あかまつ」の店主。
黒岩次郎（くろいわ じろう）
演 - 上野俊介（幼少期：溝上空良）
川原家の近所に住むガキ大将。
引っ越し早々の喜美子をからかい大ゲンカし、喜美子にボコボコにされる。その後も度々喜美子と対立する。やがて喜美子ら地域の子供たちと共に草間から柔道を習う。
昭和34年11月15日の「お見合い大作戦」に参加するも玉砕。
黒岩富子（くろいわ とみこ）
演 - 飯島順子
次郎の母。力が有り余っている次郎に手を焼いている。
田原久恵
演 - 岩村春花
森妙子
演 - 岡部尚子
所沢有子
演 - 八田麻住
カツ子おばあちゃん
演 - 川本美由紀
喜美子と同じ町内に住む1人暮らしの老婆。喜美子は彼女の洗濯物を引き受けお駄賃を貰い、喜美子が大阪に旅立つとその仕事は直子が引き継いだ。
谷中
演 - みぶ真也
昭和28年2月、常治に博之を紹介。就職を依頼する。
博之
演 - 請園裕太
谷中の紹介により、昭和28年4月から常治の元で通いで働くことになる。
保
演 - 中川元喜
博之の兄。
勤務先の工場が閉鎖されて働き口を探していることを、谷中から聞いた常治の計らいで急遽、博之と共に雇ってもらえることになる。しばらく真面目に働いていたが、祖母の具合が悪くなったと診療費について常治に相談していたさなか、ちょうど川原家に空き巣が入った日に無断で仕事を休んだまま兄弟共々姿を眩ます。
祖母
演 - 山村嵯都子
保と博之の祖母で、くず拾いなどで生計を立てながら、両親がいない二人と共に暮らしている。
望月先生
演 - 前田絵美
「信楽山小学校」の喜美子の担任。
寺岡崇史
演 - 湯浅崇
中3時の喜美子の担任。その後は隣町の他校へ赴任してから「信楽山中学校」へ戻って、昭和34年時点では百合子が在籍する二年一組の担任をしている。
男子高校生
演 - 小西健太
高校時代に照子が恋した相手。
みつこ
演 - 馬塲由貴
高校時代の信作へ、ラブレターを渡した女学生。
佐々木今日子
演 - 杉浦琴乃
信作の同級生で、高校卒業時点の交際相手。
田畑よし子→西村よし子
演 - 辻本みず希
「お見合い大作戦」に唯一真面目に参加した女性で、信作を好きになって近づく。陽子が知っている範囲でも、高校の時から数えて通算13人目の交際相手。
昭和58年時点では、敏春の学生時代からの友人と結婚して、京都の有名な老舗和菓子屋の女将となっている。
若い女性
演 - 大井真巳
昭和40年の信作の交際相手。
智子
演 - 英智佳
昭和40年12月の信作の交際相手。
宝田三郎
演 - 石田明
米屋の三男。常治が、大阪から実家に戻った喜美子の婿として迎えようと話を持ってきた相手。しかし、心に決めた人がいることを伝えて喜美子に直接断る。
大工の坂さん
演 - 岡大介
「長野工務店」の大工。「サニー」の施工や、川原家の増築の際に尽力。
佐久間信弘
演 - 飯田基祐
美術商。
稲葉五郎（いなば ごろう）
演 - 永沼伊久也
八郎の最初の弟子2人のうちの一人。昭和43年秋に柴田の紹介で、通いの弟子となった。
畑山との諍いが絶えず、雑用しか教えてもらえないまま喜美子に解雇を言い渡される。
解雇されて程なく、畑山と共謀して川原宅に侵入し、八郎の釉薬調合を記録したノートを盗もうとするが、三津に捉えられた上に盗んだノートも結局別のもの（「めおとノート」）と判明し、失敗に終わる。
昭和58年春、喜美子の後援会の知り合いを通して頼まれた住田に付き添われ、畑山と共に謝罪しに「かわはら工房」を訪れる。
畑山順（はたけやま じゅん）
演 - 田中亨
八郎の最初の弟子のもう一人。昭和43年秋に柴田の紹介で、通いの弟子となった。
稲葉との諍いが絶えず、雑用しか教えてもらえないまま喜美子に解雇を言い渡される。
ノート泥棒事件の後は、紆余曲折を経て昭和58年時点では、言い合いを日々しつつも稲葉と一緒に和歌山で工房を営んでいる。2人は穴窯を持っており、謝罪の際に喜美子に穴窯のやり方を尋ねる。
佳織
演 - 福嶋千明
「おかあさん合唱団」の一員。
住田秀樹
演 - 田中美央
喜美子の後援会会長でもある美術商。初期には、喜美子の作品の価格決定もした。
芸能ゴシップが大好きで、かつてアンリが、許婚がいるのに映画監督との関係が噂になったスキャンダル女優だったことを、喜美子に報せたりもした。
永山大輔（ながやま だいすけ）
演 - 七瀬公
武志の高校時代の親友。実家は「永山陶業」。名古屋の大学を卒業して昭和58年から大津で小学校教諭に就く。
その夏、昔から憧れていた真奈と琵琶湖タワーに行くが、真奈の武志への想いを悟って身を引く。
宝田学（たからだ まなぶ）
演 - 大江晋平
武志の高校時代の親友。大阪の大学を卒業して昭和58年から家業の米屋で働く。その前年から、芽ぐみと交際している。
近藤彬（こんどう あきら）
演 - 中山義紘
第21週の特別編で登場。百合子の中学時代の同級生。当時、柔道部主将で県の大会で優勝をした。高校の柔道部のマネージャーと結婚。昭和57年春の異動で信楽の派出所に配属となった。昭和58年5月8日、「サニー」を訪れる。
鳥居
演 - 山口勝成
信作の商工観光課の部下。
岩崎
演 - 森本尚子
信作および鳥居の商工観光課の部下。
ヤングのグ店長
演 - 中谷由香
優太
演 - 木下景翔

### 大阪・荒木荘の人々
喜美子の最初の就職先。元々はさだの邸宅であったが、改装し下宿屋を開いた。
庵堂ちや子（あんどう ちやこ）
演 - 水野美紀
喜美子が働く大阪の下宿屋「荒木荘」に住む、夕刊紙『デイリー大阪』の新聞記者。
荒木荘で一人部屋を与えられ歓喜した喜美子が、隣人のちや子の部屋とを仕切るふすまを蹴り倒すという衝撃的な出会いだったが、やがて喜美子にとって姉のように信頼の置ける相談相手となる。
新聞記者として男たちに負けずがむしゃらに働いてきたが、喜美子が荒木荘を辞める同時期に、尊敬する平田の移籍や「女だから気楽」との同僚からの皮肉にショックを受け退職。婦人雑誌の記者に転職し、琵琶湖大橋建設の記事の担当を直談判で勝ち取る。
昭和44年時点では、フリーランスのジャーナリストになり、自身の事務所で「中淀はたらく母の会」の活動を支える。
昭和58年、中淀市議会議員になる。
酒田圭介（さかた けいすけ）
演 - 溝端淳平
「荒木荘」に居住する医学生。喜美子にとって初恋の相手。
終戦の翌年に6歳下の実妹を原因不明の高熱で亡くしており、喜美子を妹のように感じている。
昭和30年、小児専門の外科医を目指すことを決め、恋人・あき子の希望を受け入れて「荒木荘」を出ることにし、大学の寮に移る。
昭和59年、さだと共に喜美子に会いに来る。和歌山の大病院で小児科の部長に就いている。
田中雄太郎（たなか ゆうたろう）
演 - 木本武宏
「荒木荘」に住む謎多き男性。
市役所を辞め映画俳優を目指しているがなかなか上手いこといかず「荒木荘」の家賃を滞納している。昭和30年「歌える喫茶 さえずり」でアルバイトを始める。
その後、喜美子がかつて提案した信楽太郎という芸名で、荒木荘にいた三毛猫を思った楽曲『さいなら』をリリースする。
荒木さだ（あらき さだ）
演 - 羽野晶紀
「荒木荘」の女主人であり、下着デザイナー。
父が経営する「荒木商事」を継ぎ、事業転換し女性下着会社を経営する。昭和30年の時点では「荒木商事」は大手企業に吸収合併され、独立してデザイナーとなっている。
マツの遠縁の親戚との理由から、喜美子の働き口を探す常治にすがり付かれ、やむなく彼女を採用する。
昭和44年時点では、京都の服飾専門学校の校長をしている。昭和58年からは顧問となり、友達の入院がきっかけで、がん患者のための乳バンドブラジャーのデザインを手がけ始める。
昭和59年、圭介と共に喜美子に会いに来る。
大久保のぶ子（おおくぼ のぶこ）
演 - 三林京子
「荒木荘」の元女中。「荒木荘」開業前から荒木家の女中として働いていた。当初、喜美子が女中として働くことに難色を示すも、彼女が決意を固めると、厳しく仕事を教え込んでいく。昭和28年夏に喜美子へ引き継いで奈良の娘の家へ引っ越すが、「荒木荘」を去った後も、時折手伝いに来る。

### その他の大阪の人々
ジョージ富士川（ジョージ ふじかわ）
演 - 西川貴教
パリ国立高等美術学校を出た、世界的に著名な芸術家。日本では「自由は、不自由や」の格言で有名になっており、中淀にある「レノア美術研究所」の特別講師に招聘もされた。昭和30年12月の大阪での喜美子との出会いは一瞬ではあったが、昭和40年12月12日に信楽で特別実演会を開き、喜美子と再会を果たす。
「さえずり」マスター
演 - オール阪神
「荒木荘」の近所にある「歌える喫茶 さえずり」のマスター。
泉田あき子
演 - 佐津川愛美
泉田工業の令嬢。
昭和30年秋、愛犬ゴンを連れて散歩しているところを圭介に一目惚れされ、喜美子の計らいで彼と交際を始める。
圭介の話で頻繁に登場する喜美子に嫉妬し、彼に「荒木荘」の退居を求める。
泉田庄一郎
演 - 芦屋雁三郎
あき子の父。泉田工業の会長。
平田昭三
演 - 辻本茂雄
通称ヒラさん。『デイリー大阪』の編集長。
喜美子の「旅のお供」だった信楽焼のかけらを大学の先生に鑑定依頼し、室町時代のものであることが判明する。
ちや子が信頼・尊敬する存在だったが、『新産業新聞』に引き抜かれて退職する。
石ノ原
演 - 松木賢三
『デイリー大阪』社員。
タク坊
演 - マエチャン
『デイリー大阪』社員。
中野元次
演 - 谷垣宏尚
『デイリー大阪』社員。
十代田いつ子
演 - しゅはまはるみ
八郎の姉（8人きょうだいの5番目）。亡くなった両親に代わって八郎を育て上げた。大阪で美容院を経営している。
アイ子
演 - 梅田千絵
「中淀はたらく母の会」メンバー。中学教師をしていたちや子の父親の、教え子。
笹山由香里
演 - 五十嵐サキ
「中淀はたらく母の会」メンバー。美術館の職員。
まみ子
演 -  和泉
「中淀はたらく母の会」メンバー。
栄子
演 - 大橋梓
「中淀はたらく母の会」メンバー。
ポン太
演 - 畑中ふう
昭和44年12月、雄太郎が出演したラジオ番組のディスクジョッキー。

### その他の人々
草間宗一郎（くさま そういちろう）
演 - 佐藤隆太
満州からの引揚者。空襲で行方不明になっている妻・里子を探している。東京出身で、大阪の大学を卒業後に満鉄にいた叔父を頼って満州で就職した過去を持つ。
大阪の闇市で暴漢に遭っているところを常治に助けられる。また、その際に医師から「心の栄養が足りない」と診断されたことから、療養のために常治の自宅に招かれ、喜美子と知り合う。以来、喜美子の幼少期に多大な影響を与える。また柔道を心得ており、信楽の少年少女に「草間流柔道」を教える。昭和30年12月、香港の美術商の通訳として同伴したジョージ富士川のサイン会場にて喜美子と再会。喜美子に後押しされ、行方を突き止めた里子と再会し、気持ちの決着をつけるとともに離婚届を渡す。昭和34年、直子を連れて信楽に再来した際に、貿易の仕事で台湾に渡る旨を語る。
台湾を昭和44年の暮れに引き払って神戸で貿易の仕事をしている。昭和45年にマツから手紙をもらって川原家を訪れ、慶乃川が昔くれたタヌキの小さな置き物を、喜美子に7度目の窯焚きのお守りとして渡す。
草間里子（くさま さとこ）
演 - 行平あい佳
宗一郎の妻。宗一郎より先に満州から帰国するが、空襲に遭い行方不明となっていた。
昭和30年12月時点で、新たな伴侶と大阪にて「大衆食堂ふるさと」を開いていた。
紙芝居屋
演 - 矢野勝也
工藤
演 - 福田転球
常治への借金取り。5歳になる娘がいる。喜美子に対して「どんな人間でも、良い面と悪い面がある」と諭す。
本木
演 - 武蔵
工藤と共に信楽を訪れた借金取り。工藤に比べ粗暴な男で、直子に噛みつかれトラブルを起こす。
松永三津（まつなが みつ）
演 - 黒島結菜
かわはら工房に弟子入りする若い女性。
東京にある美大の彫刻科を昭和43年に卒業した後、全国の陶芸や釉薬材料を巡り旅をした。陶芸家に弟子入りを希望するも、女を理由にどこも断られ、昭和44年に池ノ内と磯貝の紹介でかわはら工房にやって来る。美大で知り合った大阪出身の彼氏（さそり座のヒロシ）とともに陶芸家を志すも、不器用で上手くいかない自分とは対照的に、後に益子焼で展覧会受賞するほどの天才肌を発揮する彼を目前にして辛くなり、別れた過去を持つ。
物怖じせず押しが強い性格で、出会ったばかりのスランプ中の八郎に、別の土地の土や釉薬を取り入れることを提案する。八郎に却下され、当初は弟子入りを断られるが、新しい感性が八郎のためになると喜美子に見込まれ、盗まれた夫婦のノートを取り返した礼に採用される。同い年の百合子と、すぐに仲良くなる。
八郎に恋心を抱くが同年、喜美子2度目の穴窯挑戦の頃、火の番を手伝う弟子生活について時代に逆行していると述べ、辞めて去る。
鮫島正幸（さめじま まさゆき）
演 - 正門良規(Aぇ! group/関西ジャニーズJr.)
直子の恋人。大阪出身。もとは熨斗谷電機の後輩であった。明るくお調子者。直子と結婚を考えているものの、数回断られている。後に結婚するものの、直子を捨てて離婚している。
電気窯修理業者
演 - 浜本広晃
昭和44年、「かわはら工房」の電気窯を修理する。
慶乃川純平
演 - 笑福亭銀瓶
善の唯一人の身内である、保険の営業マン（甥にあたる）。柴田の仲介で昭和44年、善が遺した穴窯設計図や見取り図などを、「サニー」で喜美子に渡す。
ピンクフィーバーズ
演 - 詫間麻彩・市居優希
昭和53年当時の、2人組の人気アイドル。
小池アンリ（こいけ アンリ）
演 - 烏丸せつこ
神戸在住の元女優。滋賀県大津市にある紡績会社「小池紡績」の一族。「ミス琵琶湖」に選ばれた際に、友人の父親（映画会社勤務）にスカウトされて、昭和21年の『吹き荒れる青春の日々悔いあらためよ』で映画デビュー。しかし「2本目で終わりにせえ」と許婚に言われて引退し、そのまま結婚。不動産業を営んでいたその夫は昭和50年に死去した。二人の間には娘がいる。
自身が60歳を迎える昭和58年春、喜美子の工房に初めて訪れる客である。穴窯で初めて作った作品の購入を強く希望するが、喜美子に断られる。喜美子の家でしばし同居した後、パリの美術館を巡る旅に出る。
岬小百合
演 - 辻凪子
昭和58年、信作が企画した「信楽ピーアール大作戦」の日に、多くの参加者が向かった永山陶業の工場見学ではなく、「かわはら工房」の「一日陶芸体験教室」に来たOL。
なな子
演 - 三原悠里
「かわはら工房 陶芸教室」の生徒。
加代
演 - 新居則子
「かわはら工房 陶芸教室」の生徒。
大崎茂義（おおさき しげよし）
演 - 稲垣吾郎
滋賀県立中央病院第二内科の医師で武志の主治医。昭和58年12月、武志が慢性骨髄性白血病であることを喜美子に告げる。医師でありながら白衣を着るの嫌っていつも勤務中に白衣を脱いでいては白衣をきちんと着るようにいつも看護婦の山ノ根に説得されている。
山ノ根
演 - 千田訓子
滋賀県立中央病院第二内科の看護婦。
喜美子の大ファン。昭和48年10月の「陶芸家 川原喜美子展 〜自然釉の輝き〜」を訪れて喜美子に会ったこともある。
医師の大崎がいつも勤務中に白衣を脱いでいるため、彼にきちんと白衣を着るようにいつも説得している。
受付
演 - 旭堂南鈴
昭和48年10月の「陶芸家 川原喜美子展 〜自然釉の輝き〜」の受付係。
安田理香子
演 - 早織
智也の母。
安田智也
演 - 久保田直樹
滋賀県立中央病院で武志と同室（なおかつ白血病）だったが、武志の退院後の昭和59年5月に容体が急変して死去。大学進学を目指していた。
日高れい子
演 - 楠見薫
患者の会代表。骨髄移植のドナーが見つからず、娘を白血病で亡くした経験から、会を立ち上げた。

## スタッフ
- 作 - 水橋文美江、三谷昌登[注 1]
- 音楽 - 冬野ユミ
- 主題歌 - Superfly「フレア」（ワーナーミュージック・ジャパン）[40][41]
- 語り - 中條誠子アナウンサー（NHKアナウンサー）
- 副音声解説 - 山崎健太郎
- 「スカーレット1週間/スカーレット5分ダイジェスト」 - 片山智彦（NHK神戸放送局アナウンサー）
- 時代考証 - 天野隆子
- 風俗考証 - 谷直樹
- タイトル制作 - 川村真司[42][43]
- 脚本協力 - 三谷昌登[注 1]
- 陶芸指導 - 高畑宏亮
- 喜美子陶芸作品 - 神山清子
- 演出 - 中島由貴、佐藤譲、鈴木航、小谷高義、泉並敬眞、野田雄介、佐原裕貴、原田氷詩
- 制作統括 - 内田ゆき[44]
- プロデューサー - 長谷知記、葛西勇也

## オープニング
オープニングはクリエイティブディレクターの川村真司が制作を手掛け、タイトルバック映像には作品テーマの「陶芸」ならびにメインポスターに登場する「つぼ」と「クレイ（粘土）」との親和性から川村の提案によりクレイアニメーションの手法が採用された。本編の世界観と繋がり、本編ストーリーの縮図であること、の2点を意識しつつ主題歌「フレア」の歌詞・リズムとの連動も重視して制作した絵コンテをもとに、1秒につき12コマ、90秒で1080コマで撮影が行われた。
ろくろから粘土の少女が現れた後、いろいろなシーンが曲に合わせて作られ、最終的に陶器になる。最後は陶器の横に胡坐する戸田で締められ、ここで週のサブタイトルと当日の回数が表示される。クレイ人形の少女はヒロインの喜美子をイメージし、少女の幼少期の友人や成長後に出会う仲間も本編の登場人物をモデルとしているものの、あくまでもモデルという考えから、見ている方が自分を投影できるように顔などはあえてあまり作り込まれていない。

## エンディング
エンディングは「自信作できました!」と題して、視聴者から送られた手作りのユニークな写真作品を紹介している。最終回のみ手作りではなく、主人公・川原喜美子の1ショット。

## 放送日程
| 週                                                                                | 回        | 放送日                    | サブタイトル           | 作         | 演出              | 週平均視聴率 |
| --------------------------------------------------------------------------------- | --------- | ------------------------- | ---------------------- | ---------- | ----------------- | ------------ |
| 1                                                                                 | 01 - 06   | 2019年09月30日 - 10月05日 | はじめまして信楽       | 水橋文美江 | 中島由貴          | 19.8%        |
| 2                                                                                 | 07 - 012  | 10月07日 - 10月12日       | 意地と誇りの旅立ち     | 水橋文美江 | 中島由貴          | 20.2%        |
| 3                                                                                 | 013 - 018 | 10月14日 - 10月19日       | ビバ！大阪新生活       | 水橋文美江 | 中島由貴          | 19.7%        |
| 4                                                                                 | 019 - 024 | 10月21日 - 10月26日       | 一人前になるまでは     | 水橋文美江 | 佐藤譲            | 18.9%        |
| 5                                                                                 | 025 - 030 | 10月28日 - 11月02日       | ときめきは甘く苦く     | 水橋文美江 | 佐藤譲            | 19.1%        |
| 6                                                                                 | 031 - 036 | 11月04日 - 11月09日       | 自分で決めた道         | 水橋文美江 | 鈴木航            | 20.2%        |
| 7                                                                                 | 037 - 042 | 11月11日 - 11月16日       | 弟子にしてください！   | 水橋文美江 | 小谷高義          | 20.0%        |
| 8                                                                                 | 043 - 048 | 11月18日 - 11月23日       | 心ゆれる夏             | 水橋文美江 | 中島由貴          | 19.4%        |
| 9                                                                                 | 049 - 054 | 11月25日 - 11月30日       | 火まつりの誓い         | 水橋文美江 | 佐藤譲            | 19.5%        |
| 10                                                                                | 055 - 060 | 12月02日 - 12月07日       | 好きという気持ち       | 水橋文美江 | 鈴木航            | 18.7%        |
| 11                                                                                | 061 - 066 | 12月09日 - 12月14日       | 夢は一緒に             | 水橋文美江 | 小谷高義          | 19.1%        |
| 12                                                                                | 067 - 072 | 12月16日 - 12月21日       | 幸せへの大きな一歩     | 水橋文美江 | 中島由貴          | 19.8%        |
| 13                                                                                | 073 - 078 | 12月23日 - 12月28日       | 愛いっぱいの器         | 水橋文美江 | 鈴木航            | 19.2%        |
| 14                                                                                | 079 - 084 | 2020年01月06日 - 01月11日 | 新しい風が吹いて       | 水橋文美江 | 小谷高義          | 18.2%        |
| 15                                                                                | 085 - 090 | 01月13日 - 01月18日       | 優しさが交差して       | 水橋文美江 | 中島由貴          | 18.6%        |
| 16                                                                                | 091 - 096 | 01月20日 - 01月25日       | 熱くなる瞬間           | 水橋文美江 | 泉並敬眞          | 19.3%        |
| 17                                                                                | 097 - 102 | 01月27日 - 02月01日       | 涙のち晴れ             | 水橋文美江 | 佐藤譲            | 19.1%        |
| 18                                                                                | 103 - 108 | 02月03日 - 02月08日       | 炎を信じて             | 水橋文美江 | 中島由貴          | 19.8%        |
| 19                                                                                | 109 - 114 | 02月10日 - 02月15日       | 春は出会いの季節       | 水橋文美江 | 野田雄介          | 19.1%        |
| 20                                                                                | 115 - 120 | 02月17日 - 02月22日       | もういちど家族に       | 水橋文美江 | 鈴木航            | 19.6%        |
| 21                                                                                | 121 - 126 | 02月24日 - 02月29日       | スペシャル・サニーデイ | 三谷昌登   | 野田雄介          | 19.0%        |
| 22                                                                                | 127 - 132 | 03月02日 - 03月07日       | いとおしい時間         | 水橋文美江 | 中島由貴          | 19.3%        |
| 23                                                                                | 133 - 138 | 03月09日 - 03月14日       | 揺るぎない強さ         | 水橋文美江 | 泉並敬眞          | 19.5%        |
| 24                                                                                | 139 - 144 | 03月16日 - 03月21日       | 小さな希望を集めて     | 水橋文美江 | 佐原裕貴 原田氷詩 | 19.1%        |
| 25                                                                                | 145 - 150 | 03月23日 - 03月28日       | 炎は消えない           | 水橋文美江 | 中島由貴          | 20.3%        |
| 期間平均視聴率：19.4%（視聴率はビデオリサーチ調べ、関東地区・世帯・リアルタイム） |           |                           |                        |            |                   |              |

### 放送日程変更
- 2019年10月22日（総合）：「即位の礼」に関する特設ニュースのため、本放送は7時45分 - 8時、再放送は12時30分 - 12時45分に変更（15分繰り上げ）[69]。

### 特別編
2020年2月24日 - 2月29日放送の第21週は特別編と位置づけられ、磯貝忠彦役を演じた三谷昌登が脚本を担当。「スペシャル・サニーデイ」と題し、カフェ「サニー」を舞台に信作（林遣都）と百合子（福田麻由子）夫妻を中心とした昭和58年のある一日の大野家（マギー、財前直見、林遣都、福田麻由子）の物語を中心としたストーリーになっている（展開に関連して回想シーンも多く含む構成）。事実上の「スピンオフ」と評する記事も存在する。この週は喜美子は回想シーンにしか登場しない。

#### あらすじ（特別編）
福引き大会で信作が当てた温泉ペア招待券。有効期限である昭和58年5月8日（日曜日）、百合子の強い勧めで、忠信と陽子が桜と桃を連れて有馬温泉の旅館へ日帰り旅行に行くことになる。代わりに「サニー」で「1日マスター」を務める信作と百合子の元へ、さまざまな客が訪れる。

### 視聴率
ビデオリサーチ調べの平均視聴率（世帯・リアルタイム）は、初回が20.2％を記録。初回視聴率20%超えは2017年度後期『わろてんか』から5作連続維持となった。番組最高視聴率は2019年10月12日放送第12回の22.4%である。
しかし、週間平均視聴率20%超えを達成した週は第2・6・7・最終週のみで平均18 - 22%内を推移し、結果として期間全体の平均視聴率は19.4%を記録。期間平均視聴率20%割れとなったのは2015年度前期『まれ』以来9作ぶりとなった。

## 関連番組
- もうすぐ！連続テレビ小説「スカーレット」（2019年9月20日、NHK総合〈大阪放送局のみ〉）
- もうすぐ！連続テレビ小説「スカーレット」（2019年9月23日、NHK総合  / 2019年9月26日、BSプレミアム）
- いよいよスタート！連続テレビ小説「スカーレット」スペシャル（2019年9月27日、NHK総合〈大阪放送局のみ〉）
- まだ間に合う！連続テレビ小説「スカーレット」（2019年11月9日、NHK総合  / 2019年11月17日、BSプレミアム）
- 連続テレビ小説「スカーレット」年始のごあいさつ「お正月だよ！信楽焼でスカーレット三昧」（2020年1月4日、NHK総合 / BSプレミアム）

## 作品の影響
2019年3月28日、舞台となる甲賀市信楽町ではこれを機に地域を活性化するため、「スカーレット」で甲賀を盛り上げる推進協議会を発足。協議会では、ロケの円滑な推進、観光客の受入れなどを行う。9月5日には、土産品やチラシなどのPRをするため、ロゴマークを作成。陶芸に使用する火や甲賀の山々をイメージしたデザインにフランス語でスカーレット（緋色）を意味する「Ecarlate（エカルラート）」の文字を添えている。9月29日から信楽高原鐵道でラッピング列車の運転が開始。
信楽伝統産業会館の来館者が1月は約1万4千人と前年同期の約13倍に達し、信楽を訪ねる人が増えている。

## その他
本放送の前座番組『NHKニュースおはよう日本・関東甲信越』で2017年4月から定期的に開始された高瀬耕造アナウンサーらによる「朝ドラ送り」について、2019年9月26日、前作『なつぞら』の「朝ドラ送り」の模様を同番組スタッフが番組公式Twitterで「今回は特別に!」とアップしたところ、視聴者・閲覧者・朝ドラファンから「いつも見られないので嬉しい」などの声があり、これを受ける形で本作初回（9月30日）から同Twitterで本格的に投稿が開始された。さらに、2020年3月2日以降はネット配信のNHKプラスで視聴可能になる。
本編終了後の5月18日 - 22日（20時42分 - 45分）、大阪放送局管内のみの放送（全国放送：5月31日02時5分 - 15分）であるが、「スカーレット」の出演者だった松下洸平と桜庭ななみが、全編リモート制作ドラマである『ホーム・ノット・アローン』で再び共演し、同ドラマのネットオリジナルの「第0話」や、本編にないアナザーストーリー、撮影の裏側などが、本作品「スカーレット」のツイッターアカウントから発信された。

## 関連商品

### ノベライズ
- 水橋文美江（作）、水田静子（ノベライズ）『NHK連続テレビ小説 スカーレット 上』（2019年9月27日、ブックマン社、ISBN 978-4-89-308920-5）
- 水橋文美江（作）、水田静子（ノベライズ）『NHK連続テレビ小説 スカーレット 下』（2020年4月9日、ブックマン社、ISBN 978-4-89-308921-2）

### 関連書籍
- NHKドラマ・ガイド 連続テレビ小説 スカーレット Part1（2019年9月25日、NHK出版、ISBN 978-4-14-923589-9）
- NHKドラマ・ガイド 連続テレビ小説 スカーレット Part2（2020年1月27日、NHK出版、ISBN 978-4-14-923590-5）
- 月刊ドラマ 2020年4月号（映人社） - 第1週・第12週・第23週の脚本および、水橋のインタビュー、制作統括・内田のコメントを掲載[88]

### 音楽商品
| 連続テレビ小説「スカーレット」オリジナル・サウンドトラック | 連続テレビ小説「スカーレット」オリジナル・サウンドトラック | 連続テレビ小説「スカーレット」オリジナル・サウンドトラック                                                                                             | 連続テレビ小説「スカーレット」オリジナル・サウンドトラック                                                                                             | 連続テレビ小説「スカーレット」オリジナル・サウンドトラック                                                                                      | 連続テレビ小説「スカーレット」オリジナル・サウンドトラック                                                                                      |
| --- | --- | --- | --- | --- | --- |
| 01. Flamberge - 炎の夢 02. エカルラート 03. Winter Blossom 04. 三つ編み 05. VIBA ARAKI 06. 涙くん 07. IF DO DOO 08. Lemon Tree & LEMON0 9. Mrs.O のお約束 10. 雲のかけら 11. おはぎ | 01. Flamberge - 炎の夢 02. エカルラート 03. Winter Blossom 04. 三つ編み 05. VIBA ARAKI 06. 涙くん 07. IF DO DOO 08. Lemon Tree & LEMON0 9. Mrs.O のお約束 10. 雲のかけら 11. おはぎ | 12. Destiny 13. 羊の唄 14. 立つんだJoe 15. モクレンの朝 16. ゴン 17. SNOW DROPS0 18. BUTTeRfLY 19. 星座の丘 20. フカ師匠 21. ティコティカ 22. 恋の季節 | 12. Destiny 13. 羊の唄 14. 立つんだJoe 15. モクレンの朝 16. ゴン 17. SNOW DROPS0 18. BUTTeRfLY 19. 星座の丘 20. フカ師匠 21. ティコティカ 22. 恋の季節 | 23. Sugar 24. 土、燃ゆ 25. Hey ! 荒木 26. ベルベット 27. 花降る道 28. バナナシェイク 29. Wait for M... 30. Time of Sweeeets0 31. GIRLS 32. 鼓動 | 23. Sugar 24. 土、燃ゆ 25. Hey ! 荒木 26. ベルベット 27. 花降る道 28. バナナシェイク 29. Wait for M... 30. Time of Sweeeets0 31. GIRLS 32. 鼓動 |
| 2019年11月20日発売（バップ）VPCD-86292 （「ポンポコ」、「静寂の焔」などは未収録）                                                                                                   | | | | | |